# Mittenothamnium nano-operculatum
Mittenothamnium nano-operculatum är en bladmossart som beskrevs av Schultze-motel 1973. Mittenothamnium nano-operculatum ingår i släktet Mittenothamnium och familjen Hypnaceae. Inga underarter finns listade i Catalogue of Life.